# Peter Gottlieb
Peter Gottlieb (* 9. Jänner 1940 in Laufnitzdorf bei Frohnleiten) ist ein ehemaliger österreichischer Gewerkschafter und Politiker (SPÖ), der zwischen 1977 und 2004 Bürgermeister der Markt- und späteren Stadtgemeinde Frohnleiten war.
Vom 18. Oktober 1986 bis zum 27. November 1989 gehörte er dem steirischen Landtag innerhalb einer Gesetzgebungsperiode als Landtagsabgeordneter an.

## Leben
Peter Gottlieb wurde am 9. Jänner 1940 in Laufnitzdorf bei Frohnleiten geboren und schloss nach seiner allgemeinen Schullaufbahn eine Lehre zum Bauspengler ab. Diesen Beruf übte er bis 1962 aus, war aber bereits in jungen Jahren sozialdemokratisch engagiert, sodass er schon bald als Sekretär der Bau- und Holzarbeiter in der Gewerkschaft tätig wurde. Auch auf kommunaler Ebene engagierte er sich für die Sozialdemokratische Partei Österreichs und wurde als Mitglied der solchen im Jahre 1977 mit 37 Jahren zum Bürgermeister der damaligen Marktgemeinde Frohnleiten gewählt. In die ersten Jahre seiner Amtszeit fielen etwa die Eröffnung der neuen Murbrücke (1980) oder die feierliche Eröffnung des Rathauses im 1904 errichteten Gebäude des ehemaligen Sanatoriums Austria im Jahr 1984. Unter seiner Führung erhielt die damalige Marktgemeinde 1984 zum ersten Mal in der Geschichte den ersten Platz beim Blumenschmuckbewerb, durfte den Titel Schönster Markt der Steiermark führen und konnte den Preis bis 1992 sieben weitere Male gewinnen. Ebenfalls 1984 erfolgte der Spatenstich für das Kraftwerk Rabenstein; das Laufwasserkraftwerk in Adriach bei Frohnleiten wurde 1987 eröffnet; ebenso die Kläranlage in Adriach.
Für den Wohlstand der Gemeinde ab den 1980er Jahren sorgte jedoch die 1985 eröffnete Mülldeponie, die nach den modernsten Grundsätzen der Umwelttechnik errichtet worden war. Binnen weniger Jahre wurde Frohnleiten damit zur reichsten Gemeinde des Bundeslandes. Unter Bürgermeister Gottlieb entwickelte sich aus einer Müllgrube in einem abgelegenen Waldkessel, den drei Bauern verpachtet hatten, eine Großdeponie, die als die technisch beste und geologisch günstigste in ganz Österreich angesehen wurde. Weiters wurde die Anlage Anfang der 1990er Jahre auch als die sicherste im ganzen Land bezeichnet, da die Gemeindebetriebe Ges.m.b.H., der Betreiber der Deponie, für die Einhaltung der ohnehin schon strengen österreichischen Umweltgesetze viel Geld bewegte, um die Deponie noch sicherer zu machen, als von Gesetzeswegen eigentlich gefordert war. Bis 1992 investierte das Unternehmen über 100 Millionen Schilling, um die ortseigene Deponie so zur sichersten des Landes zu machen. Auch die Bauern des Talkessels, die ihre Grundstücke hier teils verpachtet, teils aber auch verkauft hatten, wurden umsatzbeteiligt. Mit der Landeshauptstadt Graz sicherte sich die Marktgemeinde Frohnleiten unter der Führung Gottliebs Anfang der 1990er Jahre einen Zehnjahresvertrag, der Graz dazu verpflichtete, den gesamten Hausmüll der Stadt bis zum Jahr 2001 ausschließlich in Frohnleiten zu deponieren. Für Frohnleiten bedeutete dies bei etwa 100.000 Tonnen Müll jährlich und einem Tonnenpreis von damals (1992) rund 1700 Schilling (1900 Schilling ab 1993 und Bindung an den Preisindex ab den Folgejahren) sichere Einnahmen von rund zwei Milliarden Schilling. Zu diesem Zeitpunkt entsorgte der Ort bereits Müll von rund 350.000 Steirern, also etwa einem Drittel der Einwohnerzahl des gesamten Bundeslandes. Binnen weniger Jahre hatte sich das Gemeindebudget von Frohnleiten verfünffacht und war auf eine halbe Milliarde Schilling angewachsen.
Die Gemeinde gab in den darauffolgenden Jahren auch sehr viel Geld für ihre Infrastruktur aus. 1986 wurde mit dem Bau einer Sport- bzw. Allzweckhalle begonnen, die 1988 eröffnet und vor allem in den Anfangsjahren stets ausgebucht war. Gegen Ende des Jahrzehnts wurde im Jahre 1989 der Volkshauspark beim Volkshaus, dessen Bau ebenfalls Gottlieb initiiert hatte, eröffnet und bereits im Folgejahr wurde Frohnleiten bei der Entente Florale Europe 1990 Vizeeuropameister. In die frühen 1990er Jahre unter der Amtszeit von Peter Gottlieb fielen die Neugestaltung des Kriegerdenkmals am Römerplatz von 1991 bis 1993, die Zusammenlegung der davor eigenständigen Gemeinden Rothleiten und Frohnleiten im Jahr 1992 oder die Errichtung eines Therapiezentrums, für das der alte Theresienhof weichen musste, in den Jahren 1993 bis 1995. Erstmals wurde 1992 unter Bürgermeister Gottlieb die Skyline von Frohnleiten mit Lichterketten beleuchtet. Im Jahr 1994 begann wiederum der Bau des als „Jahrhundertbaustelle“ bezeichneten Unterfangens, eine unter dem Therapiezentrum Theresienhof in Richtung Hauptplatz verlaufenden Tiefgarage zu errichten. Nach nur neuneinhalbmonatiger Bauzeit wurde die Tiefgarage am 1. Dezember 1994 durch den damaligen Landeshauptmannstellvertreter Peter Schachner-Blazizek feierlich eröffnet. Im Jahr darauf wurde der ebenfalls unter Gottlieb umgebaute Frohnleitner Bahnhof als bestgepflegter Bahnhof im Bereich der BB-Dion Villach ausgezeichnet. Im selben Jahr investierte die Gemeinde unter Gottlieb in die Renovierung der Mariensäule auf dem Kirchplatz aber auch in die Errichtung eines Fußgänger- und Radfahrerstegs vom Kriegerdenkmal zum Markt. Ebenfalls 1995 wurde das Ärztehaus, der Frohnleitnerhof (einseitig Hotel „Straßburg“) und das Alten- und Pflegeheim im Schloss Weyer eröffnet. Eine Anfang der 1990er Jahre geplante Marmorfußbodenheizung für den Frohnleitner Hauptplatz wurde nie realisiert, dennoch erhielt die Gemeinde einen beheizten Abgang vom Hauptplatz. Dennoch hält sich nach wie vor in der Bevölkerung Gerücht, dass Frohnleiten über einen beheizten Hauptplatz verfüge.
Im Jahr 1996, dem Jahr, in dem 700 Jahre Frohnleiten und 125 Jahre Freiwillige Feuerwehr Frohnleiten gefeiert wurden, bekam Gottlieb von der Landeshauptfrau Waltraud Klasnic das Silberne Ehrenzeichen für Verdienste um die Republik Österreich verliehen. Als Beitrag zur Landesausstellung 1997 initiierte Gottlieb die Ritterspiele auf Burg Rabenstein und eröffnete im selben Jahr den neuen Wirtschaftshof der Marktgemeinde. Neben zahlreichen weiteren Ehrungen für verdiente Organisationen von Frohnleiten erfolgte 1999 die Eröffnung des Schweizerbades mit einem neuen Erlebnisbecken für Kinder. Noch vor der eigentlichen Stadterhebung wurde Frohnleiten im Jahr 2000 in Irland als „Schönste Blumenstadt Europas“ ausgezeichnet. Mit Wirkung vom 1. Oktober 2001 wurde der Marktgemeinde Frohnleiten das Recht zur Führung der Bezeichnung „Stadtgemeinde“ verliehen. Im darauffolgenden Jahr wurde eine Außenstelle der Bezirkshauptmannschaft im Rathaus eingerichtet und das erste Stadtfest abgehalten. Ebenfalls im Jahr 2001 geriet Gottlieb in die Kritik, nachdem die gemeindeeigene Deponie laufend Mülllieferungen aus dem Raum Neapel erhalten hatte und dabei rund 3.000 Tonnen Müll angeliefert worden waren, was in der Bevölkerung teilweise für Unmut gesorgt hatte. Geplant gewesen wäre die Anlieferung von rund 150.000 Tonnen Müll; jeweils zur Hälfte aufgeteilt auf die Deponie in Frohnleiten und den Erzberg bei Eisenerz. Nach teilweise negativer Berichterstattung seitens der heimischen Medien ließ Gottlieb verlautbaren, zukünftig keine Lieferungen mehr aus dem Großraum Neapel annehmen zu wollen und ließ trotz des völlig legalen Geschäftsabschlusses des Deponiebetreibers Gemeindebetriebe Frohnleiten GmbH die Lieferungen aus Italien stoppen.
Gottlieb wurde in seiner 27-jährigen Laufbahn als Bürgermeister fünfmal (1982, 1987, 1992, 1997 und 2002) wiedergewählt. Erst im Jahre 2004 schied er freiwillig aus dem Amt und zog sich in weiterer Folge gänzlich aus der aktiven Politik zurück. Innerhalb der Gewerkschaft stieg er 1986 zum Landessekretär auf und gehörte dieser bis zu seiner Pensionierung im Jahr 2000 an, darunter auch zehn Jahre als stellvertretender GBH-Vorsitzender für ganz Österreich. Ebenfalls 1986 schaffte er im Zuge der Landtagswahl 1986 den Sprung in den steirischen Landtag, dem er in weiterer Folge bis zu seinem frühzeitigen Ausscheiden vom 18. Oktober 1986 bis zum 27. November 1989 angehörte.
Heute (Stand: 2024) lebt Gottlieb mit seiner Lebensgefährtin in seinem Haus im Norden des Frohnleitner Stadtgebiets.

## Auszeichnungen und Ehrungen (Auswahl)
- 1996: Verleihung des Silbernen Ehrenzeichen für Verdienste um die Republik Österreich durch Landeshauptfrau Waltraud Klasnic
- Goldener Ehrenring der Stadtgemeinde Frohnleiten
- Ehrenmitgliedschaft der Freiwilligen Feuerwehr Frohnleiten[10]